# Get Your Filthy Hands Off My Desert
«Get Your Filthy Hands Off My Desert» (с англ. — «Уберите свои грязные руки от моей пустыни») — антивоенная песня группы Pink Floyd с альбома The Final Cut (1983).
Песня открывает вторую сторону диска и начинается со звука ракеты, которая взлетает спереди от слушателя, перелетает через его голову и взрывается сзади.

## История песни
Текст композиции отсылает слушателя к целому ряду военных конфликтов, которые на тот момент происходили или произошли незадолго до выхода альбома: ввод Брежневым советских войск в Афганистан, взятие Бейрута израильской армией при Менахеме Бегине, вторжение Леопольдо Галтиери на Фолклендские острова и Маргарет Тэтчер, которая в ответ на это начала Фолклендскую войну:
Brezhnev took Afghanistan
Begin took Beirut
Galtieri took the Union Jack
And Maggie over lunch one day
took a cruiser with all hands
apparently to make him give it back
Упоминание Афганской войны и Брежнева, который затем ещё раз (вместе с «партией») упоминается в песне «The Fletcher Memorial Home» с этого же альбома, послужило причиной для запрета Pink Floyd в СССР с официальной формулировкой «извращение внешней политики СССР».
«Get Your Filthy Hands Off My Desert», как и другие песни с альбома The Final Cut, никогда не исполнялся группой Pink Floyd на концертах. Тем не менее, эту песню исполнял Роджер Уотерс во время своих многочисленных сольных туров начиная с 1984 года.
Звуковой эффект, использованный в этой песне, будет затем использован в качестве сэгуэ на сольном альбоме Роджера Уотерса Amused to Death, разбивая на две части песню «Late Home Tonight».

## Участники
- Роджер Уотерс — вокал, акустическая гитара
- Ник Мейсон — магнитофонные эффекты
- Майкл Кэймен — оркестровка